# Stenotomus caprinus
Stenotomus caprinus — вид окунеподібних риб родини спарових (Sparidae).

## Поширення
Stenotomus caprinus поширений в Західній Атлантиці, по всій Мексиканській затоці від Північної Кароліни до північної частини Юкатану.

## Опис
Завдовжки сягає до 30 см.